# Odile Edouard
Odile Edouard est une violoniste française, née le 6 mai 1966, exerçant principalement dans le domaine de la pratique d'exécution historique. Elle est professeur de violon baroque au Conservatoire national supérieur de musique et de danse de Lyon et à la Schola Cantorum Basiliensis.

## Biographie
Après son premier prix de violon des CNR de Lyon et Boulogne-Billancourt, Odile Edouard étudie le violon baroque avec Chiara Banchini au Centre de Musique Ancienne à Genève. Elle a découvert le répertoire et les techniques anciennes et obtenu son diplôme en 1990. Puis elle poursuit ses études avec Enrico Gatti, Sigiswald Kuijken et John Holloway. Peu après l'achèvement de ses études, pendant environ dix ans, elle reprend la classe de violon baroque de Chiara Banchini à Genève, avant qu'elle ne soit déplacée au Conservatoire national supérieur de musique et de danse de Lyon.
Après des années d'activités orchestrales dans des ensembles tels que Les Arts Florissants, Seminario Musicale, Les Musiciens du Louvre, l'ensemble Aurora, ou l'Ensemble 415 auquel Odile Edouard consacre son activité musicale.
Odile Edouard a créé avec Freddy Eichelberger l'ensemble Les Witches, qui est connu pour ses improvisations sur des textes de Shakespeare ou l'interprétation des œuvres du recueil The English Dancing Master de John Playford. En tant que membre de l'ensemble Alpbarock elle a joué en 2008 sous le titre de « Simelibärg » un disque de mélodies folkloriques anciennes de Suisse pour le label Alpha avec notamment l'organiste Yves Rechsteiner.
Selon la plaquette d'un concert Odile Edouard « poursuit un but dans sa recherche musicale : rendre à chaque note son rôle expressif. Elle travaille pour créer de vives émotions afin de les partager avec ses amis musiciens, ses élèves et son public. »

## Discographie partielle
Odile Edouard a enregistré pour les labels Harmonia Mundi, Arcana, L’Empreinte Digitale, Hortus, Tactus, Adda, Sinfonia, K617 et depuis 2002 pour Alpha.
- 1996 : Fortune my Foe[5], Musiques du temps de Shakespeare - Les Witches, Odile Edouard, violon ; Claire Michon, flûtes à bec ; Pascale Boquet, luth ; Freddy Eichelberger, clavecin (26-30 août 1996, Dorian DOR-93182) (OCLC 884876667)
- 1996 : Élisabeth Jacquet de La Guerre, 6 Sonates à un & deux violons avec viole ou violoncelle obligés, Ensemble Variations, Frédéric Martin, Odile Édouard, violons, Christine Plubeau, viole de gambe, David Simpson, violoncelle (sonate en Ré majeur), Éric Bellocq, théorbe & guitare,  Noëlle Spieth, clavecin & orgue, Accord 1996
- 1997 : Fortune - Les Witches, Claire Michon, flûtes à bec ; Pascale Boquet, luth ; Freddy Eichelberger, clavecin (Hortus 010) (OCLC 872048318)
- 2001 : Biber, Sonates du Rosaire - Ensemble Sine titulo, Alain Gervreau, violoncelle ; Pascale Boquet, théorbe ; Angélique Mauillon, harpe ; Freddy Eichelberger, orgue (juillet/août 2001, K617 K617119/2) (OCLC 869016571) (BNF 39055269)
- 2003 : Nobody’s Jig, Mr Playford’s English Dancing Master - Les Witches, Odile Edouard, violon ; Claire Michon, flûtes ; Sylvie Moquet, basse de viole ; Pascale Boquet, luth, guitare ; Freddy Eichelberger, clavecin, cistre (Alpha 502) (OCLC 248603347)
- 2004: Jean-Baptiste Senaillé, Premier livre de Sonates à violon seul avec la Basse continue, Odile Édouard, violon, Freddy Eichelberger, clavecin, Emmanuel Jacques, violoncelle & basse de violon ( K617 2004)
- 2007 : Manuscrit suzanne van soldt, Danses, chansons & psaumes des Flandres, 1599 - Les Witches, Odile Edouard, violon ; Claire Michon, flûtes et tambour à cordes ; Sylvie Moquet, basse de viole ; Pascale Boquet, luth, guiterne ; Freddy Eichelberger, orgue, cistre, muselardon (novembre 2007, Alpha 526[6]) (OCLC 717807964)
- 2013 : Lord Gallaway’s Delight, An excellent Collection of Dances & Gaelic Laments - Siobhán Armstrong, Harpe irlandaise, Les Witches, Pascale Boquet, luth, guiterne ; Odile Edouard, violon ; Claire Michon, flûtes ; Sylvie Moquet, violes de gambe ; Freddy Eichelberger, clavecin, cistre, clavicythérium (20-23 mars 2012, Alpha 534) (OCLC 828057907)